# The Bismarck Tribune
The Bismarck Tribune è un quotidiano statunitense fondato nel 1873 a Bismarck, capitale dello stato Dakota del Nord.

## Storia
Fondato da Clement A. Lounsberry, il Bismarck Tribune uscì per la prima volta l'11 luglio 1873. Il 6 luglio 1876 fu il primo giornale a pubblicare la notizia della sconfitta dell'esercito americano a Little Bighorn e della morte del tenente colonnello George Armstrong Custer. Nello scontro rimase ucciso anche il reporter del Tribune Mark Kellogg.
Nel 1938 fu insignito del Premio Pulitzer per il miglior giornalismo di pubblico servizio.